# Esaias Compenius der Ältere
Esaias Compenius der Ältere (* 1566; getauft am 8. Dezember 1566 in Eisleben; † 1617 in Hillerød?) war ein deutscher Orgelbauer.

## Leben und Werk

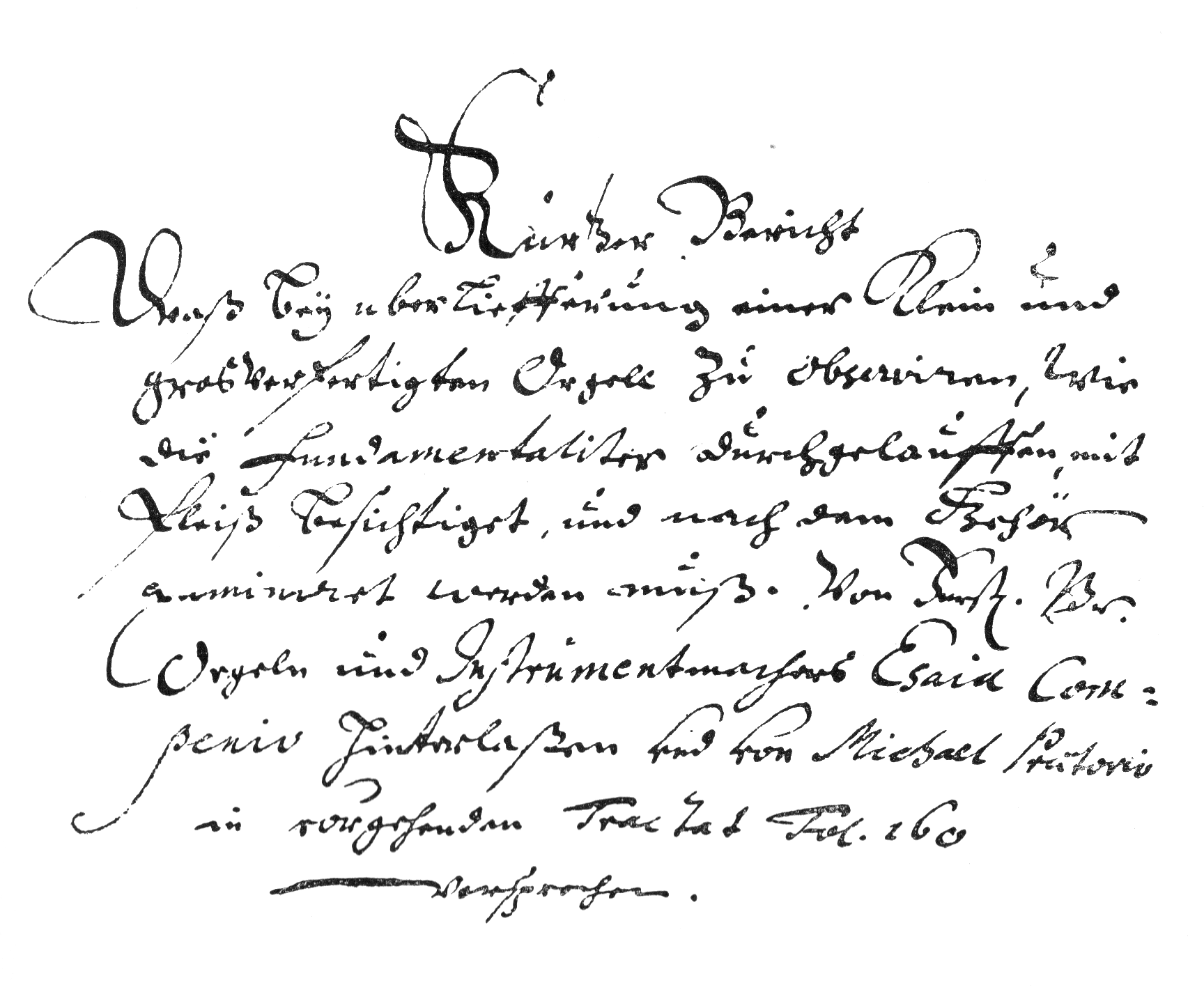
Beginn einer Abschrift des Traktates Orgeln Verdingnis

Esaias Compenius, der bis 1606 mit Cumpenius unterschrieben hat, wurde am 8. Dezember 1566 in Eisleben, St. Andreas getauft. Er war Organist sowie fürstlicher Orgel- und Instrumentenmacher. Schon sein Vater, Heinrich Compenius der Ältere, war ein Orgelbauer von Rang, ebenso wie sein Bruder Heinrich Compenius der Jüngere und Timotheus Compenius. Esaias war der begabteste der Söhne Heinrichs und bedeutendste Vertreter der Orgelbauerfamilie. Bis 1585 wurde er in der väterlichen Werkstatt in Nordhausen ausgebildet und war dort im Anschluss von 1586 bis 1589 Mitarbeiter.
Esaias Compenius war zweimal verheiratet. Aus der ersten Ehe, die um 1588 geschlossen wurde, ging sein Sohn Adolph (um 1588–1650) hervor, der ebenfalls Organist und Orgelbauer wurde. Ein zweiter Sohn war der Wolfenbütteler Hofmusiker Christoph Compenius.
1589 kam es beim Bau der Orgel in Hettstedt zum Streit mit seinem Vater, sodass Esaias sich verärgert aus dem Bau zurückgezogen hat. Nur vordergründig ging es um die unterschiedlichen Arten der Windlade. Während Heinrich das System der Springlade bevorzugte, favorisierten Esaias und auch Timotheus Compenius die Schleiflade. Das Verhältnis war offensichtlich so gestört, dass sich Esaias zunächst in Magdeburg selbständig machte. Zwischen 1588 und 1602 verliert sich weitgehend die Spur von ihm. Ab 1605 stand im Dienst des Herzogs Heinrich Julius von Braunschweig-Wolfenbüttel als Fürstlich Braunschweigischer Orgel- und Instrumentenmacher. Dort lernte er den Komponisten Michael Praetorius kennen, mit dem ihn offensichtlich eine Freundschaft verband. Compenius hatte nicht unerheblichen Einfluss auf das Praetorius’ Schrift De organographia (Syntagma musicum, Band 2, 1619). Darin erwähnt Praetorius die Orgeln Verdingnis von Compenius, eine Anleitung zur Orgelprüfung, deren Veröffentlichung jedoch nicht mehr zustande kam. In seiner Zeit in Wolfenbüttel/Braunschweig (1606–1612) war Compenius als zweiter Wolfenbütteler Hoforganist Lehrer seines Neffen Johannes Heckelauer (um 1610). Ab 1612 wohnte er wieder in Magdeburg.
Compenius erhielt bedeutende Aufträge, die er allein nicht alle fertigstellen konnte. Zudem zog er sich um 1610 eine Augenverletzung zu, die möglicherweise beim Löten entstanden war, was den Kroppenstedter Orgelneubau zusätzlich verzögerte. Aufgrund der sich hinziehenden Bauzeit, die schließlich zehn Jahre umfasste, entstand ein Streit, der in einem heftigen Briefwechsel seinen Niederschlag fand. Im Jahr 1616 plante Compenius einen Umzug nach Braunschweig. Seine 1610 erbaute Orgel zu Schloss Hessen überführte er 1617 in die Kapelle von Schloss Frederiksborg bei Kopenhagen. Dass er dort erkrankte, starb und begraben wurde, ist nicht dokumentiert.
Die Orgel von Schloss Frederiksborg ist vollständig erhalten. Mit seinen Registern aus erlesenen Hölzern steht das Instrument in der Tradition des organo di legno. Es ist besonders kostbar ausgestattet und unterlag offensichtlich keinen finanziellen Beschränkungen. Die Registerzüge sind aus reinem Silber gefertigt, die Prospektpfeifen, Manualuntertasten und die Pedalklaviatur mit Elfenbein belegt.
Oft wird Esaias Compenius der Ältere mit seinem Neffen, dem Orgelbauer Esaias Compenius dem Jüngeren, verwechselt.

## Nachgewiesene Werke
| Jahr      | Ort                                  | Kirche                  | Bild | Manuale | Register | Bemerkungen |
| --------- | ------------------------------------ | ----------------------- | ---- | ------- | -------- | --- |
| 1589      | Hettstedt                            | St. Jacobi              |      |         |          | Umbau und neues Rückpositiv, gemeinsam mit seinem Vater; nicht erhalten |
| um 1590   | Magdeburg                            | St. Katharinen          |      |         |          | nicht näher bekannte Arbeiten; nicht erhalten |
| 1603–1605 | Gröningen                            | Schloss                 |      | II/P    | 59       | Reparatur und Wartungsarbeiten; Gehäuse mit Prospektpfeifen in St. Martini (Halberstadt) erhalten → Gröninger Orgel |
| 1605–1610 | Hessen am Fallstein bei Wolfenbüttel | Schloss                 |      | II/P    | 27       | Neubau; 1617 von Compenius nach Schloss Frederiksborg umgesetzt; dort vollständig erhalten → Orgel von Schloss Frederiksborg |
| 1603–1613 | Kroppenstedt                         | Martinikirche           |      | II/P    | 20       | Neubau; Gehäuse und 3 Register erhalten |
| 1615      | Wolfenbüttel                         | Marienkapelle           |      |         |          | Neubau; nicht erhalten |
| vor 1617  | Magdeburg-Sudenburg                  | St. Ambrosius           |      |         |          | Neubau; nach 1606 von Heinrich Compenius dem Jüngeren vollendet; nicht erhalten |
| 1615–1617 | Bückeburg                            | Bückeburger Stadtkirche |      | III/P   | 33       | Neubau; von Adolph Compenius vollendet? Die bei Praetorius überlieferte Disposition III/P/48 scheint nicht zur Ausführung gekommen zu sein. Pfeifenwerk nach mehreren Umbauten ersetzt; Gehäuse 1962 einem Brandanschlag zum Opfer gefallen; 1997 Rekonstruktion durch Rudolf Janke (Bild) |

## Schriften
- mit Michael Praetorius: Orgeln Verdingnis, Bau und Liefferung sowohl in neuer Verfertigung als revision alter Orgeln. 1619.